# Kanton Delle
Kanton Delle (fr. Canton de Delle) je francouzský kanton v departementu Territoire de Belfort v regionu Franche-Comté. Skládá se z 10 obcí.

## Obce kantonu
- Courcelles (Cs)
- Courtelevant (Ct)
- Delle (D)
- Faverois (Fa)
- Florimont (Flo)
- Joncherey (J)
- Lebetain (Leb)
- Lepuix-Neuf (LN)
- Réchésy (R)
- Thiancourt (Th)